# Jan Långben i katedern
Jan Långben i katedern (även Långben som lärare) (engelska: Teachers Are People) är en amerikansk animerad kortfilm med Långben från 1952.

## Handling
Filmens handling är uppbyggd som en instruktionsfilm för en publik och handlar om Långben som är lärare på en skola och som publiken får följa en hel skoldag. Långben har problem med elever som antingen inte vill vara i skolan eller hittar på en del bus, men trots detta håller han sig lugn.

## Om filmen
Filmen hade svensk premiär den 1 december 1952 på biografen Spegeln i Stockholm och ingick i kortfilmsprogrammet Kalle Anka i toppform tillsammans med kortfilmerna Kalle Ankas lyckonummer, Två korrar och en miss, Kalle Anka som luftakrobat, Bara en utsliten bil, Kalle Ankas kompanjoner och Plutos julgran.

## Rollista
- Pinto Colvig – Långben[6]
- Alan Reed – berättare[7]